# 土田玲央
土田 玲央（つちだ れいおう、1月6日 - ）は、日本の男性声優。北海道北見市出身。81プロデュース所属。本名及び旧芸名は圡田 玲央。

## 略歴
幼少期は勉強も運動も苦手だったという。昔からアニメ、漫画が好きだったが、当時はアニメをたくさん見られる環境ではなかったという。幼かったため、レンタルなども出来ず、「どうにかそれらしい物は無いか」と考えていた結果、漫画を買って音読したものを録音していたという。それを聞きながら漫画を読んで、アニメを見ている気持ちになっていたという。自分自身の声は嫌いだったが、アニメの格好いいキャラクター達の声まねをしていくうちに声で演じるということに興味を持ち、「仕事にしたい」と思うようになり、職業としての声優に興味を持ったという。
北海道北見工業高等学校卒業。学校法人東放学園、専門学校東京アナウンス学院出身。2012年、第6回81オーディションで優秀賞に加え、小学館賞、BS11賞、文化放送賞を受賞。
2022年12月30日、一般女性との結婚を発表。

## 人物
趣味・特技は映像体現。
尊敬する声優は藤原啓治。
3人姉弟の末っ子長男で、2人の姉は優秀であると語っている。父は教師で母はPTA会長だった時期もある。

## 出演
太字はメインキャラクター。

### テレビアニメ
2014年
- クレヨンしんちゃん（男性C）

2015年
- 終物語（クラスメイト）
- かみさまみならい ヒミツのここたま（山田、少年）
- 境界のRINNE（男子C、受験霊D）
- Go!プリンセスプリキュア（男子生徒）
- 冴えない彼女の育てかた（男子生徒B）
- それが声優!（レイジ、ヒカリ電波局ミキサー）
- 探偵チームKZ事件ノート（男子中学生4、不良4）

2016年
- 宇宙パトロールルル子（生徒星人）
- orange（男子生徒）
- 機動戦士ガンダム 鉄血のオルフェンズ（鉄華団団員）
- クラシカロイド（人々）
- この素晴らしい世界に祝福を!（2016年 - 2024年、町人D、テイラー） - 3シリーズ
- 斉木楠雄のΨ難（2016年 - 2018年、会員、男子生徒C） - 2シリーズ
- 装神少女まとい（施主）
- マジきゅんっ!ルネッサンス（男子生徒）

2017年
- AKIBA'S TRIP -THE ANIMATION-（プロデューサー）
- デジモンユニバース アプリモンスターズ（ウェザドラモン）
- フューチャーカード バディファイトX（中学生A）
- スタミュ（2017年 - 2019年、生徒） - 2シリーズ
- ロクでなし魔術講師と禁忌教典（キャレル＝マルドス）
- ゼロから始める魔法の書（宿屋）
- リトルウィッチアカデミア（生徒）
- アイドルタイムプリパラ（2017年 - 2018年、高瀬コヨイ、風紀委員、雪男〈女〉）
- 18if（氷室）
- バチカン奇跡調査官（フレッド）
- トミカハイパーレスキュー ドライブヘッド 機動救急警察（所員）
- ベイブレードバースト ゴッド（ジョゼ）
- 将国のアルタイル（親兵D、サロモン）
- ボールルームへようこそ（観客A）
- ROBOMASTERS THE ANIMATED SERIES（ソウ）
- いつだって僕らの恋は10センチだった。（三村）
- パズドラクロス（ドミニオン龍喚士）
- アニメガタリズ（野球部員）
- URAHARA（スクーパーズ）

2018年
- ダメプリ ANIME CARAVAN（親衛隊3、従者B）
- ラーメン大好き小泉さん（チャラ男B）
- クルーズモンスター（セイジ）
- アイカツフレンズ!（スタッフ）
- あまんちゅ!〜あどばんす〜（男子）
- メジャーセカンド（2018年 - 2020年、風林中野球部 部員A、世古） - 2シリーズ
- キャプテン翼（第4作）（2018年 - 2019年、川上守道、相沢、高柳、本田、真田信次、林、相本、山室、野田、成田国明、川辺勝治）
- ヲタクに恋は難しい（職場同僚）
- 音楽少女（親衛隊）
- ハイスコアガール（ギャラリーB）
- DOUBLE DECKER! ダグ&キリル（ホストA）
- カードファイト!! ヴァンガード（2018年 - 2019年、生徒C、ファン） - 2シリーズ
- 逆転裁判 〜その「真実」、異議あり!〜（警官A）

2019年
- ピアノの森（アン・チャンウ）
- ぼくたちは勉強ができない（男子C）
- 女子高生の無駄づかい（イケメン、ユウキ）
- あんさんぶるスターズ!（朱桜司）
- ポチっと発明 ピカちんキット（テレビ司会者）
- 名探偵コナン（村人）
- 星合の空（男子生徒）
- あひるの空（2019年 - 2020年、中学生、男子生徒、大栄部員）
- キラッとプリ☆チャン（2019年 - 2020年、五月女レオン、アルマ）

2020年
- ダーウィンズゲーム（エイス構成員）
- プランダラ（ダビの部下、客、軍人、生徒、兵士 他）
- 歌舞伎町シャーロック（小幡）
- かぐや様は告らせたい?〜天才たちの恋愛頭脳戦〜（男子生徒、団員）
- フルーツバスケット（男子生徒）
- 100万の命の上に俺は立っている（男子生徒、四谷B、翼）
- 池袋ウエストゲートパーク（尾崎キョウイチ）
- アイドリッシュセブン Second BEAT!（スタッフ）

2021年
- スケートリーディング☆スターズ（望月暁光）
- キングスレイド 意志を継ぐものたち（ヘルムート）
- IDOLY PRIDE（ライブMC B）
- 回復術士のやり直し（カルマン）
- 約束のネバーランド（警備鬼）
- 東京リベンジャーズ（白服）
- ぼくたちのリメイク
- 月が導く異世界道中（マルコム）
- 先輩がうざい後輩の話（風間蒼太）
- 異世界食堂2（テリー）

2022年
- 乙女ゲー世界はモブに厳しい世界です（レイモンド）
- アオアシ（久留米GK）
- 聖剣伝説 Legend of Mana -The Teardrop Crystal-（トーナ）
- 夫婦以上、恋人未満。（竹下）
- 陰の実力者になりたくて!（生徒）

2023年
- 大雪海のカイナ（アトランド兵士、デニゴ、バルギア兵士、バルギアの荷役）
- 青のオーケストラ（男子生徒）
- アイドルマスター シンデレラガールズ U149（カメラマン）
- 異世界はスマートフォンとともに。2（皇太子）
- 忍たま乱太郎（忍たま）
- デッドマウント・デスプレイ（警部、西田） - 2シリーズ
- この素晴らしい世界に爆焔を!（ロード、冒険者）
- ダークギャザリング（池アキラ）
- 七つの魔剣が支配する（生徒B）
- BEYBLADE X（2023年 - 2025年、少年、子供、珠羅レックス）
- 川越ボーイズ・シング（2023年 - 2024年、矢沢ひろし〈えいちゃん〉）
- 聖女の魔力は万能です（騎士）

2024年
- 戦国妖狐（子供）
- HIGH CARD（刑事）
- おじゃる丸（椅子モノノケ、モンシロ）
- ヴァンパイア男子寮（ネズミ先輩）
- 神は遊戯に飢えている。（エズレイズ）
- 先輩はおとこのこ（部員）
- さようなら竜生、こんにちは人生（アルバート）
- アオのハコ（2024年 - 2025年、部員）

2025年
- FARMAGIA（レイ）
- この会社に好きな人がいます（染井恵介）
- ゴリラの神から加護された令嬢は王立騎士団で可愛がられる（受験生、キース、従騎士、騎士団員）
- 宇宙人ムームー（園子のとりまき、学生）
- ブスに花束を。（木村俊之）
- 傷だらけ聖女より報復をこめて（ルイズ・リストン）

### 劇場アニメ
- 劇場版 プリパラ&キラッとプリ☆チャン 〜きらきらメモリアルライブ〜（2018年、高瀬コヨイ）
- 君の膵臓をたべたい（2018年、不良1）
- 劇場版 幼女戦記（2019年、兵士）
- コードギアス 復活のルルーシュ（2019年、兵士）
- 映画 えんとつ町のプペル（2020年、町人）
- 復興応援 政宗ダテニクル 合体版＋（2021年、16代当主 伊達輝宗[19]）
- あんさんぶるスターズ!!-Road to Show!!-（2022年、ぶくスタ The WORLD、朱桜司）
- 大雪海のカイナ ほしのけんじゃ（2023年）
- BLOODY ESCAPE -地獄の逃走劇-（2024年、不滅騎士団員）
- KING OF PRISM-Your Endless Call-み〜んなきらめけ!プリズム☆ツアーズ（2025年、高瀬コヨイ[20]）

### OVA
- 美男高校地球防衛部LOVE!LOVE!LOVE!（2017年、後輩）

### Webアニメ
2010年代
- エスビー食品 おかず学園（2015年、寅田なっとら）
- モンストアニメ（2017年、高校生）
- 異世界居酒屋〜古都アイテーリアの居酒屋のぶ〜（2018年、テオ、若者、カイ）
- もしもし、てるみです。（2018年、くろちゃん、みっくん）
- 中卒労働者から始める高校生活（2018年、五十嵐遼介、社長）
- 斉木楠雄のΨ難 Ψ始動編（2019年、男子学生B）
- ころころコロニャ（2019年 - 、クリーム）

2020年代
- タベオウジャ（2020年、ペッパーリッパー）
- アイドルランドプリパラ（2021年 - 2022年、高瀬コヨイ）
- ドラ馬チック脳内（2022年、男、ラジオDJ）
- ナナメンタル（2022年、公平、原案・脚本・音声編集）
- トミカヒーローズ ジョブレイバー 特装合体ロボ（2023年、CAジョブロイド ムスブ）
- トランスフォーマー ワイルドキング（2025年、スピリチュアン）

### ゲーム
2015年
- あんさんぶるスターズ!（2015年 - 2020年、朱桜司）
- 教師たちの秘密の放課後（田石聖徳）
- スマカレ（大沢高太郎）

2016年
- SOUL REVERSE ZERO（ベルトラン、張飛、夏侯惇、夏侯淵）

2017年
- 異世界でカフェを開店しました。（ロンディス・サーヴァン）
- 逆転オセロニア（張飛）
- グランドサマナーズ（魔装終機エドラム）
- アイドルタイムプリパラ（コヨイ）

2018年
- SOUL REVERSE（難行の踏破者、豪毅の英雄ヘラクレス）
- 夜明けのベルカント（クライス、リュウカン、マキリ）
- グランブルーファンタジー（珈琲農園の経営者）
- キャプテン翼ZERO 〜決めろ！ミラクルシュート〜（川上守道、真田信次）

2019年
- 干支かれ（小助）
- なむあみだ仏っ!-蓮台 UTENA-（真達羅大将、大威徳明王）
- ステラービース（ナイン）
- ヒーロー'sパーク（東條ハル）
- CODE VEIN（主人公〈男性〉）
- MISTOVER（ハインリッヒ）
- 劇場推理 人狼狂（サジタリオ）
- デュエル・マスターズ プレイス（2019年 - 2020年、青嵐の精霊バルキア、浄化の精霊ウルス、暗闇に潜む者バット・ドクター、ギガボアー、紅神龍オグリストヴァル）

2020年
- あんさんぶるスターズ!! Basic / Music（2020年 - 2024年、朱桜司） - 2作品
- デスティニーチャイルド（カイン）
- 百華繚乱センゴクスタァ（白河ユズル）
- キャプテン翼 RISE OF NEW CHAMPIONS（真田信次、山田淳二、林竜也、吉田孝治、相本信夫、小野義治 他）
- タベオウジャ（ペッパーリッパー、ジェネラルカリーヌ、サーべ・ルー王子、カリードリヒ三世、エビギリザメ、アルテマグ龍、チョコミントユニー）
- プリンセスコネクト！Re:Dive（ウィル）

2021年
- ちょいと召喚! モンスターバスケット（春暁スサノオ、獅子舞ヘラクレス、波乗りサンタウロース）
- WAR OF THE VISIONS ファイナルファンタジー ブレイブエクスヴィアス 幻影戦争（ラメイガ）

2022年
- PLUST〜オレを推すまで、愛してあげる〜（斎宮粋クローディア）
- ファイアーエムブレム ヒーローズ（マチス、アーサー）
- モンスターストライク（ティルヴィング）
- 狼ゲームアナザー（神崎ソウシロウ）

2024年
- グランブルーファンタジー リリンク
- 機兵とドラゴン（テンカ、エイセイ）
- FARMAGIA（レイ）

### ドラマCD
- まほう×少年×Days!!!!!（生徒）
- QUELL BELIEVER-祈り-（スタッフ・テレビ局員・通行人）
- QUELL SQ ユニットソング「表裏」シリーズ『表QUELL』（スタッフ）
- 「カモンフェローズ！」 チャンネル3 黒船（スタッフ）
- 音戯の譜〜CHRONICLE〜（2019年 - 、夜雀[37]）
- 魔導師は平凡を望む 〜愛しき日々をイルフェナで〜（カイン[38]）
- 絶対BLになる世界VS絶対BLになりたくない男 1〜3（綾人、涼太、智也、斉藤）

### BLCD
- 25時、赤坂で（牧田）
- 5人の王 Ⅰ 前篇・後篇（赤の侍従、緑の兵）
- αがαを抱く方法（西元寺タカオ）
- キス・アンド・ナイト（臣）
- 君ってやつはこんなにも（紺の友人2）
- 嫌いじゃないけど人間てコワイ!!（保健の先生）
- 恋するインテリジェンス 2（佐合文樹）
- 豪華客船で恋は始まる 11（ボブキャット）
- 好物はこっそりかくして腹のなか（オン友、撮影スタッフ、医者[39]）
- ごほうびちくび（赤城志朗[40]）
- 佐々木と宮野
- 少年の境界（マコ）
- シュガードラッグ 薬学side（生島征史郎）
- ショートケーキの苺にはさわらないで（宅間）
- 生意気ヒエラルキー（光希のクラスメイト）
- 【生配信】あいつに恋してみた！（朝野拓人〈たっぴー〉）
- ラブネスト 上・下（恒生）

### ラジオドラマ
- 私立学園ヤポニヤ奇譚（2015年、NHK FM）
- 青春アドベンチャー クラバート（2016年、ユーロー、NHK FM）

### 吹き替え

#### ドラマ
- サイテーでサイコーの週末（2018年、アルゴ）

#### テレビ番組
- キラー・マイクのきわどいニュース（2019年、ショーン、ミュージシャン、マリオ、男性キャスター②、ポリッシュ）

#### アニメ
- ホーム 宇宙人ブーヴのクリスマス（2017年）
- ユーフーしゅつどう!（2019年、カモノハシ）
- RINGING FATE（2025年、イーサン）

### デジタルコミック
- 恋するメゾン（2018年、白鳥礼音）
- キセキのローレライ（2019年、TVアナウンサー[41]）
- リッチ警官 キャッシュ!（2020年、Mr.ボマー[42]）
- 兄貴の友達（2021年、田中優也）
- 超能力学園（2022年、辰美俊星）
- 四ツ谷くんとはじめくん（2022年、四ツ谷勝）[43]
- どうしようもない、ぼくの初恋。（2022年、山根）[44]
- 主人恋日記（2023年、辻村樹[45]）
- お兄ちゃんだって甘えたいわけで。（2023年、弓月）[46]
- 真夏のサイレン（2023年、蓬莱崇文）[47]

### ラジオ
- 81下克上ラジオ Ole!玲央（2012年）
- MFカフェ文庫Jあらいぶ!!（2014年 - 2015年） - アシスタント
- 小林大紀・土田玲央のツイートーク（2017年 - ）
- プリパラジオ（2019年）

### テレビ番組
※はインターネット配信。
- 趣味発掘バラエティ はっくつ！（2016年、AT-X）
- 日立 世界・ふしぎ発見!（2017年、ボイスオーバー）
- プリパラ・キラッとプリ☆チャン特別番組（2019年、TSUTAYA TV[48]※）
- みんなで語る番組 かたりぽTV まっち×ボイス♪（2019年、TOKYO MX[49][50][51][52]）
- 僕ら的には理想の落語（2021年1月 - 3月、TOKYO MX） - 妄想亭上利役
- 浅沼晋太郎・土田玲央『不思議堂【黒い猫】』（2021年 - 、ニコニコch※）
- 土田玲央はゲームをしない！（2021年 - 、OPENREC.tv※[53]）
- 文豪カプリチオ（2022年2月 - 、アニマックス プレミアムVOD※） - 第三弾 太宰治「人間失格」
- 北海道100年都市ものがたり「札幌・函館・小樽」（2022年8月、NHK［総合］北海道ブロック）
- 北海道100年都市ものがたり「旭川・室蘭・釧路」（2022年9月、NHK［総合］北海道ブロック）
- 声優が神戸に行ったら 2022冬（2022年12月、テレビ大阪[54]）

### オーディオブック
- REcycleKiDs（2018年、シュウヘイ）[55]
- ピンポンラバー 1〜2（2019年 - 2022年、飛鳥翔星）[56][57]
- 【新釈】走れメロス 他四篇（2019年、斎藤秀太郎）[58]
- デスペラード ブルース（2020年、一河紺、瀬川凛汰[59]）
- 魔法医師の診療記録（2020年、ヴィクター・フランク ほか[60]）
- プロペラオペラ 1〜5（2020年 - 2022年、黒乃クロト[61][62][63][64][65]）
- パレード（2020年、伊原直輝[66]）

### 舞台
- 北見市立図書館 声優・土田玲央トーク＆朗読会（2017年）
- 弘兼憲史 オーディオコミックシアター「黄昏流星群」（2017年）
- 朗読劇「スマホを落としただけなのに」（2018年） - 毒島徹 役
- 朗読劇「ザ・グレイト・ギャツビー」（2019年） - ニック 役
- 朗読劇「草枕』（2019年） - 大徹和尚 役 ほか
- 朗読劇「こゝろ』（2019年） - K
- 朗読劇「レ・ミゼラブル」（2019年） - マリウス 役
- 朗読劇「スマホを落としただけなのに 囚われの殺人鬼」（2020年） - 浦井光治 役
- 朗読劇「嵐が丘」（2020年） - ヒンドリー、ヘアトン、リントン 役
- 舞台「WITH by IdolTimePripara」（2020年） - 高瀬コヨイ 役[67]
- 朗読劇『スマホを落としただけなのに 戦慄するメガロポリス」（2021年） - 瀧嶋慎一、桐野良一 役
- READPIA 朗読劇「モノクロの空に虹を架けよう」第四夜（2021年） - 拓海 役[68]
- こくみん共済coopホール／スペース・ゼロ提携公演 bpm本公演『Bon Appetit！-ボナペティ！-』（2021年） - 平野 役
- THE ROUDOKU 〜令和・人間椅子、二十六夜まいり〜（2021年）
- 朗読劇「レ・ミゼラブル」（2021年） - マリウス 役
- 舞台「DANPRI STAGE　-アイドルランド・オブ・ザ・デッド-」（2022年） - 高瀬コヨイ 役 [69]
- 朗読劇「太陽のかわりに音楽を。」（2022年5月12日・16日、博品館劇場） - トロイ & 三雲 役[70]
- 朗読劇「世界から猫が消えたなら」（2022年6月18日・19日・30日、シアター1010） - 悪魔 & 親友 & 猫（キャベツ） 役[71]
- 扉をあけるその先に〜北斎からドビュッシーまで、響く波の広がり〜（2022年）[72]
- 音楽朗読劇「フェルメール・ブルー」（2022年） - ジャック 役 他
- 朗読劇幽玄朗読舞「SEIMEI〜道成寺伝説より〜」（2022年） - 藤原和人 役
- 朗読劇「晴れのち四季部」（2023年4月9日[73]）
- 朗読劇「ドリアン・グレイの肖像」（2023年5月4日、TOKYO FM HALL）
- 朗読劇「ニュー・ルネッサンス・イン・パリ」（2024年7月28日、博品館劇場）[74]
- 江戸川乱歩 名作朗読劇「少年探偵団」（2024年9月7日、紀伊國屋サザンシアター TAKASHIMAYA） - 怪人二十面相 役 他[75][76]
- SF空想科学朗読劇「宇宙戦争」（2025年1月12日、I'M A SHOW）[77]
- 音楽朗読劇「仮面の男」〜アレクサンドル・デュマ・ペール「ダルタルニャン物語」より〜（2025年3月9日、博品館劇場） - ダルタニアン 役 他[78][79]
- 朗読劇「天上の虹」壬申の乱編（2025年7月27日〈予定〉、あうるすぽっと） - 大友皇子 役[80]
- VISIONARY READING「三島由紀夫レター教室」（2025年10月12日〈予定〉、紀伊國屋ホール） - 炎タケル 役[81]

### 特撮
- 仮面ライダーガッチャード（2024年、ケスゾーの声、ワープテラの声、プテラノドンマルガムの声）

### その他コンテンツ
- 週刊コミックTV 声優一年生（伊勢一海）
- 街歩きナゾトキシリーズ in 横浜 イヴの探偵物語「花嫁失踪事件」（2017年、岡野コウタ）
- 星の恋人〜ほしこい君と夜空の記憶〜（2017年、タカシ）
- リアル謎解きゲーム in 丸の内「東京タイムゲート」（2017年、ユウダイ）
- 北前船寄港地 石狩に行ってみた!（2019年、ナレーション）
- プラネタリウムアニメーション『おおきなぞうとあっちゃんの星』（2019年-、パパ）
- 飛び出せ！空想科学トンデモ論〜佐賀編〜（2019年-、ナレーション）
- しょうぐん!天晴れェド!（2020年-、ボイスドラマ） - 九代 家重 役
- 資源エネルギー庁 省エネポータルサイト「省エネ戦国武将　織田信長篇」（明智光秀）
- 資源エネルギー庁 省エネポータルサイト「省エネ戦国武将　武田信玄篇」（武田勝頼）
- さくらインターネット「世界一のバイクが出来るまで」（ディープフロー）
- 漫才風音声ドラマ モノボイス 家電編 サトヤマ家の家電たち。（2021年、冷蔵庫、空気清浄機）
- Prince Letter(s)! フロムアイドル（2021年 - 2023年、亜月アキト）[82]
- 日本音楽事業者協会 肖像権キャンペーン・音事協発ヴァーチャルアイドルグループ「Portraits（ポートレイツ）」（2021年、大鳳肖）
- 東京メトロ銀座線 日本橋駅限定オーディオドラマ「下車した駅で運命が… 日本橋駅篇」（2021年、義則）
- VS AMBIVALENZ（バーサスアンビバレンツ）（2021年、たいよう、スバル[83]）

## ディスコグラフィ

### キャラクターソング
| 発売日         | 商品名                                                                                            | 歌                                             | 楽曲 | タイアップ                                                                             |
| -------------- | ------------------------------------------------------------------------------------------------- | ---------------------------------------------- | --- | -------------------------------------------------------------------------------------- |
| 2015年10月28日 | あんさんぶるスターズ！ ユニットソングCD Vol.2 Knights                                             | Knights                                        | 「Voice of Sword」 「Checkmate Knights」                                                                          | ゲーム『あんさんぶるスターズ！』関連曲                                                 |
| 2016年10月26日 | あんさんぶるスターズ！ ユニットソングCD 2nd Vol.03 Knights                                        | Knights                                        | 「Silent Oath」 「Fight for Judge」                                                                               | ゲーム『あんさんぶるスターズ！』関連曲                                                 |
| 2017年8月9日   | あんさんぶるスターズ！ ユニットソングCD 3rd Vol.02 Knights                                        | Knights                                        | 「Article of Faith」 「Knights the Phantom Thief」                                                                | ゲーム『あんさんぶるスターズ！』関連曲                                                 |
| 2017年12月6日  | アイドルタイムプリパラ♪ソングコレクション 〜ゆめペコおかわり！〜                                  | WITH                                           | 「Giraギャラティック・タイトロープ」                                                                              | テレビアニメ『アイドルタイムプリパラ』挿入歌                                           |
| 2018年5月30日  | あんさんぶるスターズ！アルバムシリーズ Knights                                                    | Knights                                        | 「Grateful allegiance」                                                                                           | ゲーム『あんさんぶるスターズ！』関連曲                                                 |
| 2018年5月30日  | あんさんぶるスターズ！アルバムシリーズ Knights                                                    | 朱桜司（土田玲央）                             | 「With My Honesty」                                                                                               | ゲーム『あんさんぶるスターズ！』関連曲                                                 |
| 2018年6月27日  | アイドルタイムプリパラ☆ミュージックコレクション                                                   | WITH                                           | 「チクタク・Magicaる・アイドルタイム！」                                                                          | テレビアニメ『アイドルタイムプリパラ』挿入歌                                           |
| 2018年9月22日  | GAME Pripara Music Collection vol.7                                                               | WITH                                           | 「ワクワクO'clock」                                                                                               | ゲーム『アイドルタイムプリパラ』関連曲                                                 |
| 2018年9月22日  | GAME Pripara Music Collection vol.7                                                               | 高瀬コヨイ（土田玲央）                         | 「ワクワクO'clock」                                                                                               | ゲーム『アイドルタイムプリパラ』関連曲                                                 |
| 2018年11月28日 | プリパラ ULTRA MEGA MIX COLLECTION                                                                | WITH                                           | 「Giraギャラティック・タイトロープ（DJ BOSS EDM Remix）」                                                         | テレビアニメ『アイドルタイムプリパラ』関連曲                                           |
| 2018年12月7日  | スペシャルイベント「朝も！夜も！どんなときも！always WITH you!!」by アイドルタイムプリパラ 特典CD | WITH                                           | 「好きにしてI-I-Z-E」 「DANCE PRINCE」 「BLASTING CLAP!」 「ALWAYS WITH YOU!!!」 「リフレイン・ザ・シンフォニー」 | テレビアニメ『アイドルタイムプリパラ』関連曲                                           |
| 2019年3月27日  | 音戯の譜〜CHRONICLE〜 朱殷ノ獄門                                                                  | 夜雀（土田玲央）                               | 「朱殷ノ獄門」 「咎人ノ調」                                                                                       | 『音戯の譜〜CHRONICLE〜』関連曲                                                        |
| 2019年8月14日  | Stars' Ensemble!                                                                                  | 夢ノ咲ドリームスターズ                         | 「Stars' Ensemble!」                                                                                              | テレビアニメ『あんさんぶるスターズ！』オープニングテーマ                               |
| 2019年9月11日  | プロミス！リズム！パラダイス！                                                                    | PRI-Crew Friends                               | 「Crew-Sing! Friend-Ship♡」                                                                                       | 『アイドルタイムプリパラ』関連曲                                                       |
| 2019年9月25日  | 音戯の譜 ～CHRONICLE～ 2nd series 対盤編 Fantasie Nacht/晦冥ノ慟哭                                | 夜雀（土田玲央）                               | 「晦冥ノ慟哭」 | 『音戯の譜〜CHRONICLE〜』関連曲                                                        |
| 2019年10月23日 | ALWAYS WITH YOU!!!                                                                                | WITH                                           | 「スーパー・ダーリン」 「Quest Milky Way!」 「JUST NOW!」                                                         | テレビアニメ『アイドルタイムプリパラ』関連曲                                           |
| 2019年10月23日 | ALWAYS WITH YOU!!!                                                                                | 高瀬コヨイ（土田玲央）                         | 「SHOW ME SO SWEET RULE」                                                                                         | テレビアニメ『アイドルタイムプリパラ』関連曲                                           |
| 2019年10月23日 | ALWAYS WITH YOU!!!                                                                                | 三鷹アサヒ（小林竜之）、高瀬コヨイ（土田玲央） | 「マジック・アワー」                                                                                              | テレビアニメ『アイドルタイムプリパラ』関連曲                                           |
| 2020年2月26日  | あんさんぶるスターズ！ EDテーマ集 VOL.06                                                          | Knights                                        | 「Promise Swords」                                                                                                | テレビアニメ『あんさんぶるスターズ！』エンディングテーマ                               |
| 2020年8月26日  | BRAND NEW STARS!!                                                                                 | ESオールスターズ                               | 「BRAND NEW STARS!!」                                                                                             | ゲーム『あんさんぶるスターズ!!』主題歌                                                 |
| 2020年8月26日  | BRAND NEW STARS!!                                                                                 | ESオールスターズ                               | 「Walk with your smile」                                                                                          | ゲーム『あんさんぶるスターズ!!』関連曲                                                 |
| 2021年2月24日  | 音戯の譜 〜CHRONICLE〜 2nd series 対盤編 終止符をこの手に                                         | 音戯の譜〜CHRONICLE〜 ALL STARS                | 「終止符をこの手に」                                                                                              | 『音戯の譜〜CHRONICLE〜』関連曲                                                        |
| 2021年3月26日  | 妄想亭のテーマ                                                                                    | 妄想亭一門                                     | 「妄想亭のテーマ」                                                                                                | テレビ番組『僕ら的には理想の落語』主題歌                                               |
| 2021年4月7日   | あんさんぶるスターズ!! ESアイドルソング season1 Knights                                           | Knights                                        | 「Little Romance」 「BRAND NEW STARS!!」                                                                          | ゲーム『あんさんぶるスターズ!!』関連曲                                                 |
| 2021年5月7日   | 怨嗟ノ牢櫃                                                                                        | セツダン倶楽部                                 | 「怨嗟ノ牢櫃」 | 『音戯の譜〜CHRONICLE〜』関連曲                                                        |
| 2021年6月9日   | Prince letter(s)!フロムアイドル-EP                                                                | 亜月アキト（土田玲央）                         | 「亜月アキトの話」                                                                                                | 『Prince letter(s)!フロムアイドル』関連曲 ※配信のみ                                    |
| 2021年6月23日  | FUSIONIC STARS!!                                                                                  | ESオールスターズ                               | 「FUSIONIC STARS!!」                                                                                              | ゲーム『あんさんぶるスターズ!!』関連曲                                                 |
| 2021年6月23日  | FUSIONIC STARS!!                                                                                  | フラタニティ                                   | 「エンドレスヴィーデ」                                                                                            | ゲーム『あんさんぶるスターズ!!』関連曲                                                 |
| 2021年7月21日  | スケートリーディング☆スターズ キャラクターソングミニアルバム①                                     | 城ノ内颯太（千葉翔也）、望月暁光（土田玲央）   | 「Look At Me!!」                                                                                                  | テレビアニメ『スケートリーディング☆スターズ』関連曲                                    |
| 2021年9月22日  | Knights「Mystic Fragrance」あんさんぶるスターズ！！ ESアイドルソング season2                      | Knights                                        | 「Mystic Fragrance」 「Castle of my Heart」                                                                       | ゲーム『あんさんぶるスターズ!!』関連曲                                                 |
| 2021年11月24日 | STAr(s)!/Thank(s) for You                                                                         | STAr(s)!                                       | 「STAr(s)!」 「Thank(s) for You」                                                                                 | 『Prince Letter(s)! フロムアイドル』関連曲                                             |
| 2021年12月22日 | Go My Own Way                                                                                     | VS AMBIVALENZ                                  | 「Go My Own Way」 「Restart」 「it's you!」                                                                       | 『VS AMBIVALENZ』関連曲                                                                |
| 2022年1月22日  | あんさんぶるスターズ!! FUSION UNIT SERIES 06 流星隊 × Knights                                     | 流星隊、Knights                                | 「青春Emergency」                                                                                                 | ゲーム『あんさんぶるスターズ!!』関連曲                                                 |
| 2022年1月22日  | あんさんぶるスターズ!! FUSION UNIT SERIES 06 流星隊 × Knights                                     | Knights                                        | 「FUSIONIC STARS!!」                                                                                              | ゲーム『あんさんぶるスターズ!!』関連曲                                                 |
| 2022年3月30日  | PreOrder                                                                                          | VS AMBIVALENZ-Team 80'                         | 「愛の歌」 | 『VS AMBIVALENZ』関連曲                                                                |
| 2022年6月22日  | Surprising Thanks!!                                                                               | ESオールスターズ                               | 「Surprising Thanks!!」                                                                                           | ゲーム『あんさんぶるスターズ!!』関連曲                                                 |
| 2022年6月29日  | -VSA Musical-                                                                                     | VS AMBIVALENZ                                  | 「スペシャル！」 「サンライズ・イン・ジ・アイズ」 「ビバレンソング！」                                            | 『VS AMBIVALENZ』関連曲                                                                |
| 2022年10月15日 | Still On Journey                                                                                  | VS AMBIVALENZ                                  | 「Still On Journey」 「Close to you」 「HAPPY GRADUATION」                                                        | 『VS AMBIVALENZ』関連曲                                                                |
| 2022年10月26日 | Knights「Coruscate Breeze」あんさんぶるスターズ！！ ESアイドルソング season3                      | Knights                                        | 「Coruscate Breeze」 「Surprising Thanks!! (Knights ver.)」                                                       | ゲーム『あんさんぶるスターズ!!』関連曲                                                 |
| 2024年6月26日  | Stars' Ensemble!                                                                                  | 夢ノ咲ドリームスターズ                         | 「Stars' Ensemble!」                                                                                              | ゲーム『あんさんぶるスターズ!!』関連曲                                                 |
| 2024年6月26日  | BRAND NEW STARS!!                                                                                 | ESオールスターズ                               | 「BRAND NEW STARS!!」 「Walk with your smile」                                                                    | ゲーム『あんさんぶるスターズ!!』関連曲                                                 |
| 2024年6月26日  | FUSIONIC STARS!!                                                                                  | ESオールスターズ                               | 「FUSIONIC STARS!!」                                                                                              | ゲーム『あんさんぶるスターズ!!』関連曲                                                 |
| 2024年11月13日 | プリパラ ソング♪コレクション Melody Moments!                                                      | WITH                                           | 「オレーザービーム」                                                                                              | 『プリパラ』関連曲                                                                     |
| 2025年8月20日  | 『KING OF PRISM-Your Endless Call-み〜んなきらめけ！プリズム☆ツアーズ』Song Collection            | SePTENTRION、WITH                              | 「BOY MEETS GIRL -SePTENTRION＆WITH ver.-」                                                                       | 劇場アニメ『KING OF PRISM-Your Endless Call-み〜んなきらめけ!プリズム☆ツアーズ』挿入歌 |
| 2025年8月20日  | 『KING OF PRISM-Your Endless Call-み〜んなきらめけ！プリズム☆ツアーズ』Song Collection            | WITH                                           | 「BOY MEETS GIRL -WITH ver.- 」                                                                                   | 劇場アニメ『KING OF PRISM-Your Endless Call-み〜んなきらめけ!プリズム☆ツアーズ』関連曲 |